# Myodes smithii
Myodes smithii é uma espécie de roedor da família Cricetidae.
Apenas pode ser encontrada no Japão.